# Giordani (Spielwarenhersteller)

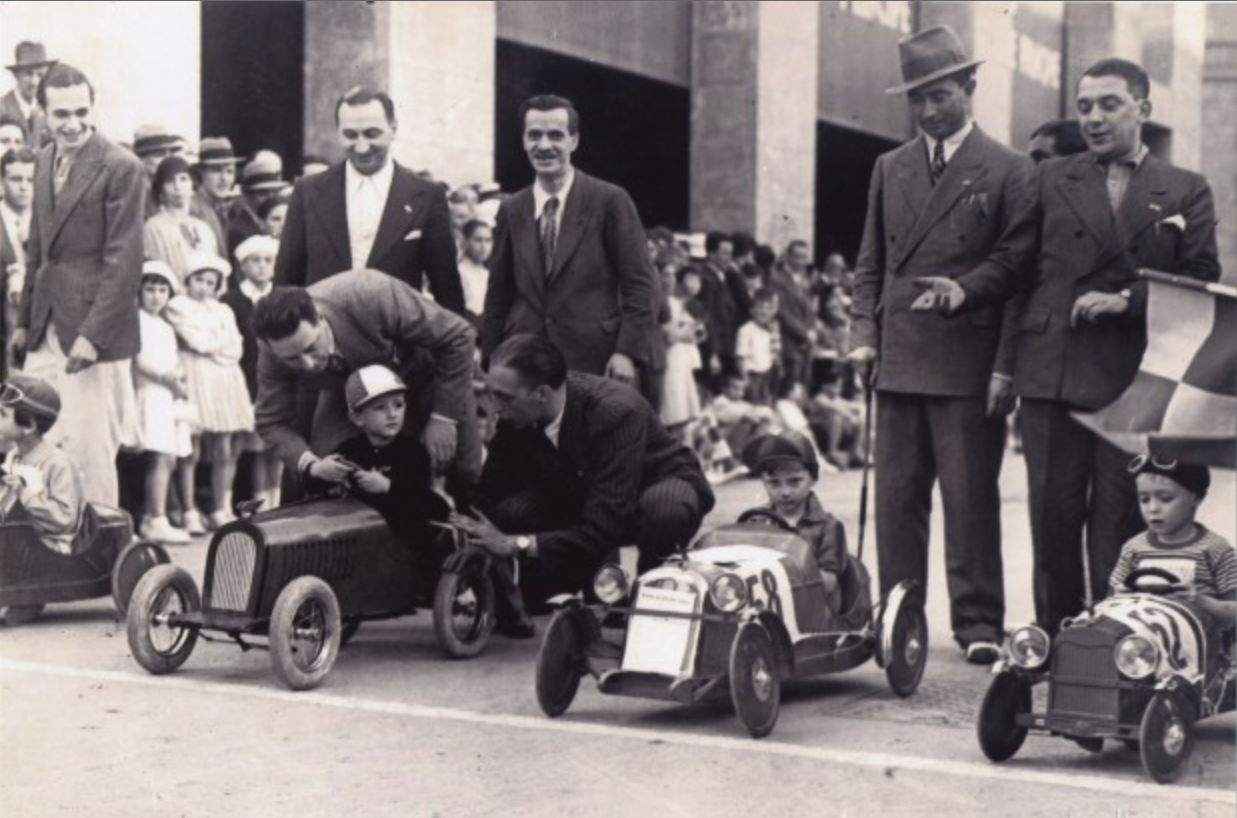
Zwei Giordani Corsa-Tretautos (rechts) am Start, 1930er Jahre

Giordani  war ein italienischer Hersteller von Spielzeugen aus Holz und Blech, darunter besonders Tretautos, aber auch Dreiräder, Kinder- und Puppenwagen, Fahrräder mit Seitenwagen, Elektroautos, Flugzeuge, Rollschuhe und Puppen. Die Firma, die sich mit ihrem Slogan als Fabbrica della felicità (deutsch Fabrik des Glücks) darstellte, wurde von 1875 bis zur Schließung 1984 über fünf Generationen von der Familie Giordani in Bologna und zuletzt in Casalecchio di Reno geführt.

## Geschichte
Raffaele Giordani der Ältere († 1889) betrieb 1875 an der Via San Vitale in Bologna eine Schmiede, die er bald zusammen mit seinem Sohn Pietro dem Älteren führte. Hier beschäftigten sie sich bereits mit dem Bau und Verleih von Velozipeds. Nach Pietros Tod 1911 übernahm der älteste seiner Söhne, Raffaele der Jüngere (1889–1963), die Leitung des Unternehmens und die Betreuung seiner vier Brüder. 1915 veröffentlichte er einen ersten Katalog mit Spielzeug, darunter auch Tretautos. Ab diesem Jahr arbeitete er bis 1918 als Facharbeiter in der italienischen Waffenproduktion des Ersten Weltkriegs.
Nach dem Krieg stellte seine Firma neben anderen Metallprodukten nun hauptsächlich Dreiräder und Kinderwagen her. Unterstützt wurde Raffaele der Jüngere von seinen Brüdern Giuseppe, Alberto († 1928) und Aldo Giordani, die alle früh verstarben. Mittlerweile war die Firma in neue Räumlichkeiten an der Via Ronzani umgezogen, wo sie sich nun ausschließlich auf die Fertigung von Spielzeugfahrzeugen und Kinderwagen ausrichtete. In den 1930er Jahren erlebte das Unternehmen ein stetiges Wachstum, sodass 1932 ein Umzug in eine größere Fabrik an der Via Nicolò Dall’Arca notwendig wurde. Giordani vertrieb seine Produkte nun in Italien und den italienischen Kolonien. Ab 1930 besuchte Raffaele Giordani mehrmals das Ausland um Geschäftsbeziehungen aufzubauen, neue Maschinen zu kaufen, aber auch um die Werke seiner Mitbewerber zu besuchen und deren Arbeitssysteme zu studieren. Sein ältester Sohn, Pietro Giordani der Jüngere (1913–1996) reiste 1937 nach Südamerika, wohin die Firma Tretautos exportierte, sowie in die Vereinigten Staaten zu Verhandlungen über die Erteilung einer Lizenz für den Bau von Tretautos bei einem dortigen Unternehmen.
Im Zweiten Weltkrieg wurde Giordani zur Kriegsproduktion herangezogen. 1941 umfasste das Werk eine Fläche von 11.600 m² (davon 6600 m² überdacht) und verfügte über eine moderne Maschinenausstattung und 592 Mitarbeiter, davon 420 Frauen. Zu dieser Zeit stellte das Unternehmen neben der laufenden Produktion auch Stühle, Hocker, Betten und Nachttische für Krankenstationen her. 1943 war das Gebäude Ziel eines Luftangriffs, wurde jedoch 1946 wieder aufgebaut und mit modernen Maschinen ausgestattet, sodass das Unternehmen weiter Spielzeug und Kinderwagen produzieren konnte.
In den 1960er und 1970er Jahren war Giordani einer der führenden italienischen Hersteller von Spielzeug und Kinderwagen. Pietro Giordani der Jüngere hatte in der Zwischenzeit die Leitung des Unternehmens übernommen und wurde dabei von den Geschwistern Ermete, Guerrino (Gummiverarbeitung), Luciano (Verkauf) und Emilia Giordani (Verwaltung) unterstützt. 1961 konnte ein neues, größeres Fabrikgebäude in Casalecchio di Reno mit etwa 70.000 m² Fläche bezogen werden. Von den etwa 1000 Arbeitern waren etwa 80 Prozent weiblich. In den bestehenden Räumlichkeiten in Bologna wurden bis 1966 Dreiräder gebaut. Das Unternehmen stellte seine Tätigkeit aufgrund betrieblicher Probleme 1984 ein.
Die produzierten Tretautos waren u. a. den Originalen Maserati 250F, Ferrari, Mercedes-Benz 190 SL, Studebaker oder Lotus nachempfunden.
2013 zeigte das Museum für Industriekultur Museo del Patrimonio Industriale in Bologna 37 der repräsentativsten Spielzeuge aus der Giordani-Produktion, von denen heute viele bei Sammlern begehrt sind.